# 長野吉業
長野 吉業（ながの よしなり、享禄4年（1531年）－天文15年（1546年））は戦国時代前期の武将。上野国箕輪城主長野業正の長男で、母は沼田顕泰の娘・室は長尾景誠の娘と推定される。弟に氏業（業盛）がいる。
父とともに山内上杉氏に従って後北条氏と戦ったが、河越夜戦の傷が元で没したとされる。享年16。また、室も婚姻後女子を儲けたが、直後に病死したという。